# Federico Grun
Federico Grun (Carmen de Patagones, Buenos Aires, 13 de noviembre de 1996) es un baloncestista profesional argentino que juega como base o escolta en Gimnasia y Esgrima de la Liga Nacional de Básquet de Argentina. 

## Trayectoria

### Clubes
| Club                          | País      | Año             |
| ----------------------------- | --------- | --------------- |
| Atenas de Carmen de Patagones | Argentina | 2013 - 2016     |
| Deportivo Viedma              | Argentina | 2016 - 2018     |
| Estudiantes Concordia         | Argentina | 2018 - 2020     |
| Olímpico                      | Argentina | 2020 - 2022     |
| Zárate Basket                 | Argentina | 2022            |
| Ferro                         | Argentina | 2022 - 2023     |
| Importadora Alvarado          | Ecuador   | 2023            |
| San Lorenzo                   | Argentina | 2023 - 2024     |
| San Martín de Corrientes      | Argentina | 2025            |
| Gimnasia y Esgrima            | Argentina | 2025 - Presente |